# Quello che non...
Quello che non... (1990) è il quindicesimo album di Francesco Guccini.

## I brani
Quello che non...
Un brano che riprende un tema caro al poeta Eugenio Montale, quello del pensatore che, nella società moderna, non è più dispensatore di verità ma di dubbi. Ma c' è anche un riferimento a temi leopardiani. Vi è un approdo ad un nichilismo quasi totale. Eppure è evidente in Guccini il dolore causato da questa negatività che egli stesso si impone, da questo "urlo" che spinge al nulla.
Canzone delle domande consuete
Questa canzone è stata interpretata da Franco Simone nel suo album DVD Dizionario (rosso) dei sentimenti (2003)
Canzone per Anna
Una canzone che parla dei rimorsi di una donna, che, in un blues malinconico, viene evocata desolatamente sola (pensi ad un figlio temuto / che ora non hai). L'unica consolazione per lei: il sonno che giunge a poco a poco, dopo un programma intelligente e una tisana aromatica e bollente.
In un'intervista rilasciata al settimanale Ciao 2001, Guccini dice di avere utilizzato per la canzone una strofa scritta una decina di anni prima: «È una canzone che ho scritto dieci anni fa [...]. Anna non esiste, o meglio quella della canzone è una situazione reale, ma non ho nessuna amica che si chiama Anna.»
Ballando con una sconosciuta
Dopo Keaton, pubblicata nel 1987 in Signora Bovary, anche in questo album Guccini pubblica una canzone scritta insieme a Claudio Lolli. Inizialmente la canzone faceva parte, insieme alla stessa Keaton, La fine del cinema muto e Via col Vento, di un progetto di Lolli a tema cinematografico. La canzone originale viene rivisitata da Guccini nei testi e dal chitarrista Juan Carlos Biondini per quanto riguarda l'arrangiamento.
Le ragazze della notte
Forse le Anna di domani, giovani che si arrangiano la vita a tenere compagnia a personaggi loschi con "pacchi di soldi forse male guadagnati". Non si tratta necessariamente di prostitute, quanto piuttosto di entraîneuses di night-club.
Nel testo della canzone vengono citate alcune canzoni, tra cui Bella senz'anima di Riccardo Cocciante, Ne me quitte pas di Jacques Brel e Il cielo in una stanza di Gino Paoli.
Tango per due
Lui biella-stantuffo-leva-muscoli-grinta-officina-sole, lei quiete-chitarra-vela-segreti-donna-calore-viole; la descrizione in breve di una coppia che, tanti anni dopo, stando una sera a cena, rappresenta ancora una vita vissuta accanto (partenze e ritorni / fortezza e catena).
Cencio
In una lunga narrazione, Guccini ricorda l'amico Cencio ("il nano"), compagno di adolescenza disperatamente alla ricerca di un'identità che lo facesse sentire accettato dagli altri. "L'avrà alfine trovata?", si chiede Guccini. La frase "s'ciao giovinezza" chiude la canzone.
Æmilia
Questa canzone era già stata incisa nel 1988 da Guccini insieme a Lucio Dalla e Gianni Morandi nell'album dei due intitolato Dalla/Morandi.

## Tracce
Testi e musiche di Francesco Guccini, eccetto dove diversamente indicato; edizioni musicali Emi.
1. Quello che non... – 4:29
2. Canzone delle domande consuete – 3:32
3. Canzone per Anna – 7:16
4. Ballando con una sconosciuta – 6:36 (Guccini - Lolli - Biondini)
5. Le ragazze della notte – 5:14 (Guccini - Biondini)
6. Tango per due – 5:28
7. Cencio – 7:20 (Guccini - Biondini)
8. Æmilia – 4:30 (Guccini - Dalla)

Durata totale: 44:25

## Formazione
- Francesco Guccini – voce
- Ares Tavolazzi – basso, contrabbasso
- Ellade Bandini – batteria, percussioni
- Piero Cairo – sintetizzatore, programmazione
- Vince Tempera – pianoforte, tastiera
- Juan Carlos Biondini – chitarra
- Roberto Marchiò – violino
- Roberto Manuzzi – armonica, sax

## Classifiche

### Classifiche settimanali
| Classifica (1990) | Posizione massima |
| ----------------- | ----------------- |
| Europa            | 47                |
| Italia            | 1                 |